# Platin(II)-chlorid
Platin(II)-chlorid ist eines von mehreren Chloriden des chemischen Elementes Platin. Daneben existieren noch Platin(IV)-chlorid sowie die gemischte Verbindung Platin(II,IV)-chlorid PtCl3, die aus Platin(II)- und Platin(IV)-chlorid besteht. Es ist ein bei Raumtemperatur grüner Feststoff.

## Gewinnung und Darstellung
Platin(II)-chlorid entsteht bei 550 °C aus den Elementen. 
{\displaystyle \mathrm {Pt+Cl_{2}\longrightarrow PtCl_{2}} }
Es kann auch durch Zersetzung von Platin(IV)-chlorid bzw. der Hexachloroplatinsäure bei 360 °C oder durch Eindampfen von salzsaurer (nur in Lösung stabilen) Tetrachloroplatin(II)-säure H2[PtCl4]-Lösungen im Vakuum dargestellt werden. Ebenfalls ist die Reduzierung von Hexachloroplatinsäure mit Hydrazin und anschließender thermischer Behandlung bei 150 °C möglich:
{\displaystyle {\ce {2 H2[PtCl6] * 6 H2O + N2H4 * 2 HCl -> 2 H2[PtCl4] + N2 + 6 HCl + 12 H2O}}}
{\displaystyle {\ce {H2[PtCl4] ->[T][] PtCl2 + 2 HCl}}}

## Eigenschaften
Platin(II)-chlorid kommt in zwei Modifikationen vor, der schwarzroten Hochtemperaturmodifikation α-PtCl2, die oberhalb von 500 °C stabil ist, und der grünen β-Modifikation, die bei tieferen Temperaturen stabiler ist. β-PtCl2 kristallisiert in einer hexagonalen Kristallstruktur, beim α-PtCl2 werden ecken- und kantenverknüpfte PtCl4-Einheiten vermutet.